# Dolors Masferrer i Bosch
Dolors Masferrer i Bosch   (Barcelona, 8 de juny de 1857 - Barcelona, 14 de febrer de 1905) va ser una hisendada catalana.

## Biografia
Era filla de Joaquim Masferrer i Bosch i de Dolors Bosch i Busquets. Es va casar amb Josep Comas i Masferrer, industrial i polític dirigent del partit liberal que va ser president de la Diputació, diputat a Corts i senador, a més de destacat cacic local. Van tenir dos fills, Enric i Montserrat, aquesta darrera casada amb Lluís Marsans i Peix, fill de Josep Marsans i Rof, fundador de la Banca Marsans.
Dolors Masferrer va heretar de la seva mare la meitat de Can Sòl de Dalt i de la seva bestia Mònica Busquets, l'altra meitat. El 19 de juliol del 1883, l'Ajuntament va concedir-li permís per a urbanitzar la finca, i l'arquitecte Camil Oliveras es va encarregar de la parcel·lació i s'hi van construir cases de planta baixa i primer pis, en la majoria dels casos. L'any següent, el 14 de febrer del 1884, Masferrer va establir en emfiteusi a l'Ajuntament un terreny de forma triangular amb un front de 27,50 m per a la urbanització de la plaça de Comas i la construcció de la Casa de la Vila, projectada el 1886 per l'arquitecte municipal Antoni Rovira i Rabassa. L'any 1897, Dolors Masferrer va regalar les campanes de la torre del rellotge de les Corts.
El 13 de novembre del 1893 va cedir a l'Ajuntament una altra porció dels terrenys de Can Sol de Dalt amb la condició que s'hi construís una escola que, com la casa consistorial, va ser projectada per l'arquitecte Rovira i Rabassa  i fou l'única que va existir a les Corts fins al 1934.
Va morir el 14 de febrer de 1905 al seu domicili del carrer de Canuda, 13 principal, i va ser enterrada al cementeri del Poblenou.
Actualment, a les Corts hi ha un carrer dedicat a la seva memòria.